# Магда Шнайдер
Магда Шнайдер (нім. Magda Schneider; 17 травня 1909, Аугсбург — 30 липня 1996, Берхтесгаден) — німецька акторка, співачка та музикантка. Мати акторки Ромі Шнайдер.

## Життєпис
Магда Шнайдер — донька монтажника Ксавериуса Шнайдера і його дружини Марії, до шлюбу Маєр-Герман. Дитинство і юність Магди пройшли в Аугсбурзі. Закінчивши католицьку школу для дівчаток і комерційне училище, Магда працювала стенографісткою на підприємстві, займався торгівлею зерном. Крім цього, Магда Шнайдер навчалася співу в Аугсбурзькій консерваторії імені Леопольда Моцарта і балету в міському театрі Аугсбурга. Дебютувала на сцені в аугсбурзькому театрі в амплуа субретки і в мюнхенському державному театрі. Ернст Марішка запросив Магду Шнайдер на роботу до театру в Відень.
У 1930 році Магда Шнайдер почала кар'єру в кіно, граючи телефоністок і секретарок-друкарок. У багатьох фільмах Шнайдер виконала чимало пісень, що стали шлягерами. На зйомках фільму в 1933 році познайомилася з актором Вольфом Альбахом-Ретті. Одружилася з ним в Берліні. У шлюбі народила двоє дочку Розмарі (Ромі; 1938—1982) і Вольфа-Дітера (нар.. 1941). Подружжя розійшлося, за різними джерелами, у 1945, 1946 або 1949 роках.
Після Другої світової війни Магда Шнайдер заробляла гастролями і участю в збірних концертах, оскільки до кіно її в цей час не запрошували. У 1948 році Шнайдер знялася в першому своєму післявоєнному фільмі «В будинку повинен бути чоловік». На початку 1950-х років отримувала багато пропозицій кіноролей. У 1953 році Магда Шнайдер знялася з дочкою Ромі у фільмі «Коли цвіте білий бузок». Акторка приділяла увагу переважно кар'єрі дочки, разом з якою вона знялася ще в кількох фільмах, включаючи «Молоді роки королеви», «Марші для імператора» та «Сіссі».
У 1953 році Магда Шнайдер одружилася з кельнським ресторатором Гансом Гербертом Блацгеймом, який помер у 1968 році. З 1982 року і до своєї смерті Магда Шнайдер перебувала у шлюбі з кінооператором Хорстом Фельхабером. Останні телероботи акторки належать до кінця 1960-х. В останні роки мешкала в баварському Шенау-ам-Кенігзе, де і була похована на Нагірному цвинтарі.

## Фільмографія
- 1932: Пісня однієї ночі / в СРСР — «Під чужим ім'ям» — Матильда
- 1933: Гра в кохання / Флірт — Кристина
- 1955: Коли цвіте білий бузок — Тереза Форстер
- 1955: Молоді роки королеви — баронеса Луїза Лецен
- 1955: Марш для імператора — булочниця Тереза Хюбнер
- 1955: Сіссі — герцогиня Людовіка Баварська
- 1956: Сіссі — молода імператриця — герцогиня Людовіка Баварська
- 1957: Сіссі. Важкі роки імператриці — герцогиня Людовіка Баварська
- 1957: Робінзон не повинен померти / Робінзон не повинен померти — вдова Кентлі